# Giovanni Battista Carboni
Giovanni Battista Carboni (Brescia, 29 marzo 1729 – Brescia, 29 dicembre 1790) è stato uno scultore e critico d'arte italiano.

## Biografia
Figlio di Rizzardo Carboni, scultore e intagliatore, e Paola Panteghini, studia lettere fino ai dodici anni, acquisendo rapidamente una larga cultura. Dopo gli studi, scrive Stefano Fenaroli, "chiamato dal padre all'esercizio della sua professione, inclinatissimo alla pittura, invaghitosi nel disegno, studiò questo con somma applicazione senza maestri, sicché si distinse dappoi con opere sue tanto a Brescia, quanto in Bergamo e suo contado e Venezia".
Esortato da Luigi Chizzola a dare un giudizio dei pittori e degli scultori bresciani, dopo un lungo periodo di ricerca e lavoro pubblica nel 1760 Le Pitture e Scolture di Brescia che sono esposte al pubblico con un'appendice di alcune private Gallerie. La spesa della pubblicazione viene sostenuta interamente dal Chizzola e ancora oggi rappresenta una delle opere fondamentali per ricostruire la storia di edifici, monumenti e collezioni private di Brescia, nonché delle opere in essi contenute al tempo. Nel 1776 compone le Notizie istoriche delli pittori scultori e architetti bresciani, conservate come manoscritto nella Biblioteca dell'Ateneo di Brescia per quasi duecento anni e infine pubblicate da Camillo Boselli nel 1962.
I suoi due fratelli, Bernardino e Domenico Carboni, furono a loro volta importanti scultori e architetti del Settecento bresciano.

## Opere

Organo di San Faustino Maggiore a Brescia. Ancona di Giovanni Battista Carboni.

Della sua attività come scultore di legno rimangono poche opere certe, tra le quali l'ancona dell'organo e gli stalli del coro della chiesa dei Santi Faustino e Giovita a Brescia, di linee ancora barocche ma caratterizzati da una compostezza formale già più vicina al neoclassicismo.
Della sua opera come stuccatore rimangono probabilmente solo gli angeli a coronamento dei due altari laterali della chiesa dei Santi Cosma e Damiano, i quali, pur ispirati all'arte di Antonio Calegari, secondo Giovanni Vezzoli "non mancano d'una sapida nota personale nell'espressione più arguta". Lo stesso studioso gli attribuisce i due angeli reggicandelabro posti ai lati del presbiterio della chiesa di San Gaetano.
Come scultore si ricorda il gruppo dell'Assunta a coronamento del frontone del Duomo nuovo e, nella stessa cattedrale, i grandi altorilievi raffiguranti San Marco e San Matteo nei pennacchi della cupola. Gli è attribuito anche il modello in marmo per la statua in bronzo dorato della Madonna posta in cima alla cupola della chiesa di Santa Maria della Pace. Altre opere note sono due statue di San Domenico e Santa Caterina per la chiesa parrocchiale di Corticelle Pieve e due angeli per il tabernacolo della basilica di Montichiari.